# Pokoj (film, 2003)
Pokoj (v anglickém originále The Room) je americké romantické drama z roku 2003. Režisérem filmu je Tommy Wiseau. Hlavní role ztvárnili Tommy Wiseau, Juliette Danielle, Greg Sestero, Philip Haldiman a Carolyn Minnott. Film je považován za jeden z nejhorších filmů všech dob. Film je mimo jiné kritizován za styl herectví, scénář i děj samotný. I přes tuto skutečnost vznikla kolem filmu silná fanouškovská základna, k roku 2018 se stále pořádala promítání filmu v rámci některých amerických kin.

## Obsazení
| Tommy Wiseau      | Johnny    |
| Juliette Danielle | Lisa      |
| Greg Sestero      | Mark      |
| Philip Haldiman   | Denny     |
| Carolyn Minnott   | Claudette |

## Zajímavosti